# Martha Bayona
Martha Bayona Pineda (Bucaramanga, 12 agosto 1995) è una pistard colombiana, ha vinto la medaglia d'argento nel keirin ai campionati del mondo su pista nel 2017 e nel 23.

## Palmarès
- 2013

Campionati panamericani, Velocità a squadre
- 2017

Campionati panamericani, Keirin
- 2018

Giochi sudamericani, Velocità a squadre
Campionati panamericani, Keirin
- 2019

Giochi panamericani, Keirin
Coppa del mondo, Keirin (Brisbane)
- 2021

Campionati panamericani, Velocità
Campionati panamericani, 500 m a cronometro
Campionati panamericani, Velocità a squadre con Rubén Murillo e Santiago Ramírez
Coppa delle Nazioni, Keirin (San Pietroburgo)
Coppa delle Nazioni, 500 m a cronometro (San Pietroburgo)
Coppa delle Nazioni, Keirin (Cali)
Coppa delle Nazioni, Velocità (Cali)
Coppa delle Nazioni, Velocità a squadre (Cali)
Coppa delle Nazioni, 500 m a cronometro (Cali)
Coppa delle Nazioni, Classifica generale keirin
Coppa delle Nazioni, Classifica generale velocità
- 2022

Coppa delle Nazioni, 500 m a cronometro (Glasgow)
Coppa delle Nazioni, Keirin (Cali)
Coppa delle Nazioni, 500 m a cronometro (Cali)
Coppa delle Nazioni, Classifica generale velocità
Coppa delle Nazioni, Classifica generale keirin
Coppa delle Nazioni, Classifica generale 500 m
Campionati panamericani, 500 m a cronometro
1ª prova Champions league, Keirin (Palma di Maiorca)
5° prova Champions league, Keirin (Londra)
- 2023:

Campionati panamericani, 500 m a cronometro
Campionati panamericani, Keirin
Giochi centroamericani, Keirin
Coppa delle Nazioni, Classifica generale velocità
Giochi panamericani, Velocità
Giochi panamericani, Keirin
4ª prova Champions league, Keirin (Londra)
- 2024:

Campionati panamericani, Velocità
Campionati panamericani, Keirin
Campionati colombiani, velocità
Campionati colombiani, keirin
Campionati colombiani, 500 m a cronometro

## Piazzamenti

### Competizioni mondiali
- Campionati del mondo su pista

Saint-Quentin-en-Yvelines 2015 - Velocità squadre: 10ª
Londra 2016 - Velocità: 26ª
Londra 2016 - Velocità squadre: 11ª
Londra 2016 - 500 metri a cronometro: 12ª
Hong Kong 2017 - Velocità: 12ª
Hong Kong 2017 - Velocità squadre: 8ª
Hong Kong 2017 - Keirin: 2ª
Hong Kong 2017 - 500 metri a cronometro: 6ª
Apelndoorn 2018 - Velocità: 21ª
Apelndoorn 2018 - Keirin: 13ª
Apelndoorn 2018 - 500 metri a cronometro: 11ª
Pruszków 2019 - Velocità: 25ª
Pruszków 2019 - 500 metri a cronometro: 19ª
Pruszków 2019 - Keirin: 19ª
Berlino 2020 - Velocità: 24ª
Berlino 2020 - Keirin: 13ª
Berlino 2020 - Velocità squadre: 12ª
Roubaix 2021 - Velocità: 9ª
Roubaix 2021 - Keirin: 8ª
Roubaix 2021 - 500 m cronometro: 7ª
Saint-Quentin-en-Yvelines 2022 - Velocità: 9ª
Saint-Quentin-en-Yvelines 2022 - Keirin: 7ª
Saint-Quentin-en-Yvelines 2022 - 500 m cronometro: 5ª
Glasgow 2023 - Keirin: 2ª
Glasgow 2023 - Velocità: 14ª
Glasgow 2023 - 500 m cronometro: 9ª
Ballerup 2024 - Keirin: 9ª
Ballerup 2024 - Velocità: 7ª
Ballerup 2024 - 500 m cronometro: 5ª
- Giochi olimpici

Rio de Janeiro 2016 - Keirin: 10ª
Parigi 2024 - Velocità: 7ª
Parigi 2024 - Keirin: 23ª

### Competizioni continentali
- Giochi panamericani

Lima 2019 - Velocità a squadre: 3ª
Lima 2019 - Velocità: 2ª
Lima 2019 - Keirin: Vincitrice
Santiago del Cile 2023 - Keirin: vincitrice
Santiago del Cile 2023 - Velocità: vincitrice